# Siestario

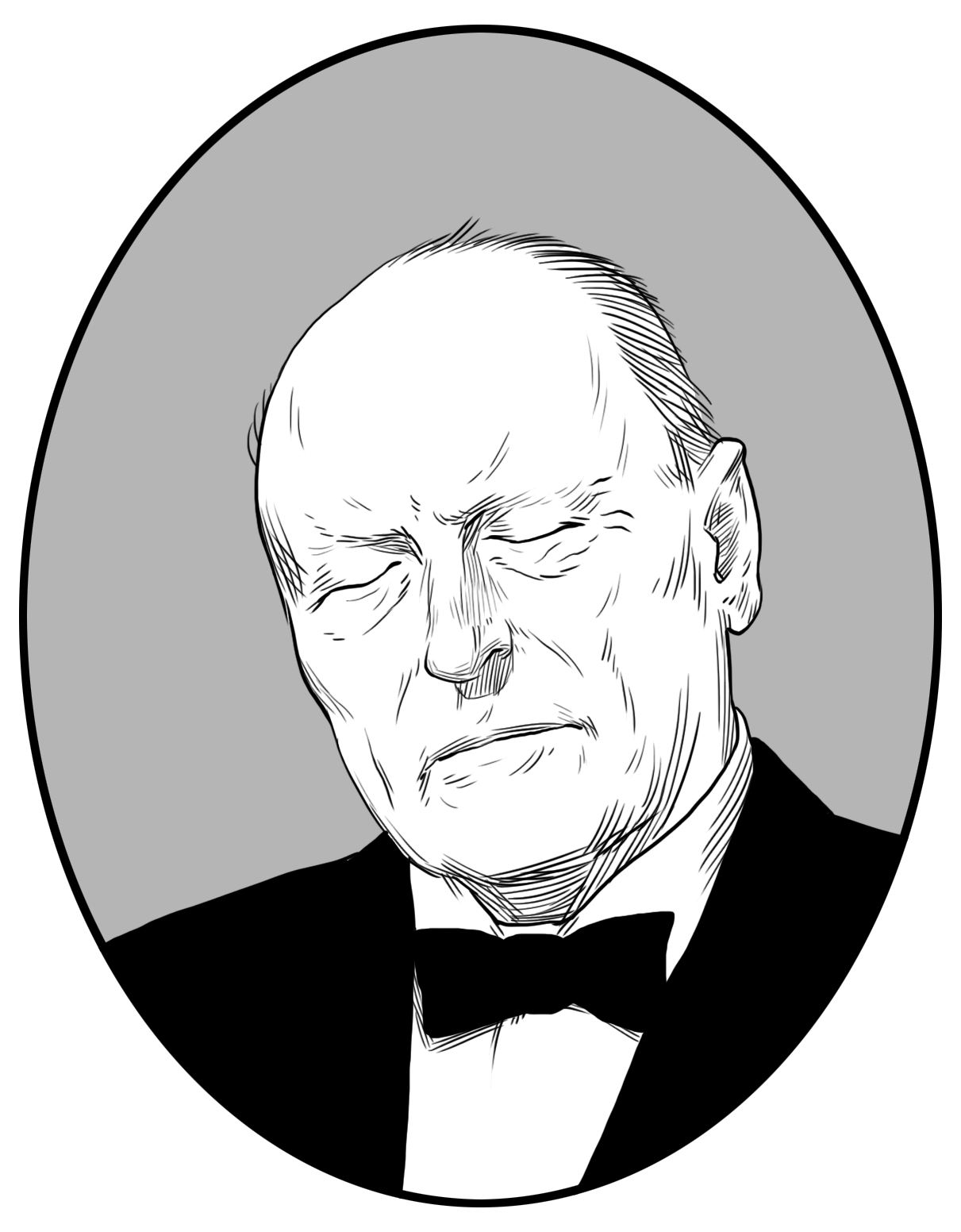
Ilustración del rey Olav V de Noruega tomando una siesta eléctrica.

Un “siestario” es un entorno especialmente creado para la toma de "power naps", una siesta o descanso corto que se realiza con el objetivo de restaurar y revitalizar el organismo para continuar con las tareas diarias.[cita requerida]
El concepto de siestario se desarrolló en Argentina, donde existen instalaciones en Radio Metro, La Universidad Argentina de la Empresa (UADE), la Facultad de Diseño, Arquitectura y Urbanismo (FADU) de la Universidad de Buenos Aires (UBA).[cita requerida] El término Power Nap (en español “siesta reponedora”) fue desarrollado por James Maass, psicólogo social de la universidad de Cornell,[cita requerida] proponiendo períodos entre los 10-15 hasta los 30 minutos. Estas siestas de menos de 30 minutos de duración e incluso aquellas breves de 6 o 10 minutos, restauran la atención y promueven un mejor desempeño y disposición para el aprendizaje.[cita requerida] Una siesta de 30 minutos tiene la capacidad de restaurar el impacto hormonal de una noche pobre de sueño.[cita requerida] 
Un buen descanso favorece el buen humor y otorga una mayor energía física y mental. Además, facilita el aprendizaje, la toma de decisiones, el desarrollo de las tareas diarias, la creatividad y el rendimiento en general. También está comprobado que favorece los vínculos y relaciones sociales con otras personas e incrementa la capacidad de manejo ya que el reloj biológico se equilibra.[cita requerida]